# Життя Григорія Сковороди (біографічна повість)
Життя Григорія Сковороди, написане 1794 року в старовинній манері – біографія видатного українського філософа, поета, педагога Григорія Савича Сковороди. Життєпис написаний його найулюбленішим учнем Михайлом Ковалинським у 1794 році. Вперше твір був надрукований у часописі «Киевская старина» у 1886 році, вдруге у 1894 році Харківським історико-філологічним товариством. 

## Сюжет
Життєпис починається від народження Григорія Савича Сковороди у 1722 році у селі Чорнухи Лубенської округи Київського намісництва. 
За словами автора,  Григорій з дитинства був схильний до богошанування, музики та наук. Батьки Григорія, звичайного козацького роду, за його бажанням віддають його на навчання до Київського училища. Через деякий час, завдяки своєї любові до музики та приємному голосу, Григорій потрапляє до придворної капели російської імператриці Єлизавети. Проте зовсім скоро він повертається на навчання до Києва. Та коло наук у Києві здається йому недостатнім і, скориставшись слушною нагодою, Григорій їде за кордон, відвідує Угорщину, Австрію, Німеччину. Повертається Сковорода до рідного краю сповнений нових знань та ідей. 
Його життя наповнене роздумами про Божий промисел, місце людини у світі, науку та свободу. Григорій Сковорода працює вчителем у Переяславі та Харкові, навчає сина Степана Томари, відомого українського дворянина. Серед своїх учнів у Харкові він виділяє одного, як самого здібного до опанування духовних знань. З цим чоловіком він підтримує дружні стосунки до самої своєї смерті.
Григорій Сковорода веде мандрівний спосіб життя, відвідує як маєтки заможних дворян, так і селянські оселі, пише твори і навчає, що «щастя людини полягає в тому, щоб пізнавши своє власне покликання, жити згідно з ним».
Помирає Сковорода у слободі Іванівка, поміщика Ковалівського заповівши поховати його на пагорбі на написати слова: «Світ ловив мене, та не піймав». 

## Критика
На думку кандидата історичних наук, старшого наукового співробітника Національної академії наук України Матях В.М., твір «Життя Григорія Сковороди» є унікальною історійко-літературною пам’яткою другої половини 18-го століття.